# 마르티나 주브치치
마르티나 주브치치(크로아티아어: Martina Zubčić, 1989년 6월 3일 ~ )는 크로아티아의 태권도 선수로 2008년 올림픽에서 동메달을 획득했다.